# Комп'ютерна система бронювання (CRS)
Комп'ютерна система бронювання, чи центральна система бронювання (CRS, англ. central reservation system) — автоматизована система, що використовується для зберігання і отримання інформації та проведення операцій, пов'язаних з повітряним транспортом, бронюванням готелів, прокатом автомобілів, або іншою туристичною діяльністю. Комп'ютерні системи бронювання у зв'язку із зростанням масштабів застосування отримали нову назву - Глобальні системи резервування (англ. global distribution systems, GDS).
GDS являє собою інформаційну систему, яка пропонує розподільні мережі для всієї туристичної торгівлі. Найбільшими комп'ютерними системами резервування на міжнародному ринку туризму є системи Amadeus, Galileo, Sabre і Worldspan. Разом ці системи на 2009 рік нараховували близько 500 тисяч терміналів, встановлених в готелях по всьому світу, що становило 90% ринку, невипадково їх називають «золотою четвіркою». 10% займають регіональні системи резервування та системи, які знаходяться на стадії злиття з однією з перерахованих вище.